# 東宝「シンデレラ」オーディション
「東宝シンデレラ」オーディション（とうほうシンデレラ オーディション）は、東宝と東宝芸能が1984年から不定期で実施する女優オーディションである。
沢口靖子や長澤まさみらを輩出し、「全日本国民的美少女コンテスト」（オスカープロモーション）、「ホリプロタレントスカウトキャラバン」（ホリプロ）と並ぶ女優オーディションである。

## 歴史
このオーディションの原点は1950年代に星由里子らを輩出した東宝「シンデレラ娘」に遡る。
第1回は東宝創立50周年記念イベントとして1984年に開催し、以降は3 - 6年に一度のペースで不定期に開催している。開催の経緯としては、角川映画が原田知世や薬師丸ひろ子などのアイドル女優を輩出していたことに対抗したものである。
第6回の最終選考会は2006年1月9日に実施され、過去最多となる3万7,443人の応募者の中から選ばれた。
第7回は2011年1月下旬を予定 していたが前倒して同年1月9日に開催した。ニュージェネレーション賞が新設され、小川涼と浜辺美波が受賞した。
第8回は「東宝シンデレラオーディション In collaboration with 集英社」と銘打たれ、2016年に実施。書類審査を廃止し、全国10都市で行われた予選会では、参加総数9,508人全員の面接が実施された。
第9回は2022年11月に実施。男性タレントオーディションとして東宝ニューフェイスの名前を冠した「TOHO NEW FACE」が同時開催された。

## エピソード
「東宝シンデレラ」出身のほとんどが、東宝映画製作の『ゴジラ』シリーズに出演している。
具体的には、沢口靖子が『ゴジラ』と『ゴジラVSビオランテ』に、小高恵美が『ゴジラVSビオランテ』〜『ゴジラVSデストロイア』までの6作に、今村恵子が『ゴジラVSモスラ』〜『ゴジラvsスペースゴジラ』までの3作に、大沢さやかが『ゴジラVSモスラ』〜『ゴジラVSデストロイア』までの4作に、田中美里が『ゴジラ×メガギラス G消滅作戦』と『ゴジラ×メカゴジラ』に、長澤まさみ・大塚千弘の両名が『ゴジラ×モスラ×メカゴジラ 東京SOS』と『ゴジラ FINAL WARS』に、そして水野真紀が『ゴジラ FINAL WARS』に出演している。また斉藤由貴もノンクレジットだが、『ゴジラVSビオランテ』に声のみ出演している。
2004年のシリーズ休止後はしばらく東宝シンデレラの出演は無かったが、2023年の「ゴジラ-1.0」に浜辺美波が19年ぶりヒロイン役で出演した。
また、山崎紘菜は2020年にオープンした兵庫県立淡路島公園 アニメパーク「ニジゲンノモリ」内の新アトラクション『ゴジラ迎撃作戦 〜国立ゴジラ淡路島研究センター〜』内の映像に、また福本莉子は2021年に配信開始されたスマートフォンゲーム「ゴジラバトルライン」のCMに出演している。
更にXAIは、2017年〜2018年に制作された、アニメ『GODZILLA』3部作の主題歌を担当している。
また、ゴジラ映画が製作されていなかった期間にあたる1996年のグランプリ受賞者である野波麻帆は、翌1997年の『モスラ2 海底の大決戦』でスクリーンデビューを果たしている。
斉藤由貴は第1回に母が応募し、最後の3人にまで残ったため「東宝シンデレラ」出身者となるが、デビューのきっかけはあくまでもミスマガジングランプリである。

## 歴代シンデレラ
| 回 | 年     | グランプリ | 審査員特別賞                          | ニュージェネレーション賞 | レピピアルマリオ賞 | アーティスト賞                      | ミュージカル賞 | 主なファイナリスト                                                 |
| -- | ------ | ---------- | ------------------------------------- | ------------------------ | ------------------ | ----------------------------------- | -------------- | ------------------------------------------------------------------ |
| 1  | 1984年 | 沢口靖子   | 藤代宮奈子                            |                          |                    |                                     |                | 斉藤由貴 奥田圭子 森下恵理                                         |
| 2  | 1987年 | 小高恵美   | 水野真紀                              |                          |                    |                                     |                |                                                                    |
| 3  | 1991年 | 今村恵子   | 大沢さやか                            |                          |                    |                                     |                |                                                                    |
| 4  | 1996年 | 野波麻帆   | 田中美里 山本麻生                     |                          |                    |                                     |                |                                                                    |
| 5  | 2000年 | 長澤まさみ | 大塚千弘                              |                          |                    |                                     |                |                                                                    |
| 6  | 2006年 | 黒瀬真奈美 | 増元裕子 池澤あやか                   |                          | 朝倉あき 戸松遥    |                                     |                |                                                                    |
| 7  | 2011年 | 上白石萌歌 | 上白石萌音 秋月成美 松島純菜 山崎紘菜 | 小川涼 浜辺美波          |                    | 兼尾瑞穂 鎌田楓子 吉田まどか 青島心 |                |                                                                    |
| 8  | 2016年 | 福本莉子   | 柿澤ゆりあ 鈴木陽菜 神谷天音 井上音生 |                          | 本山優             | XAI                                 |                | 稲川美紅 鈴木優菜 高橋菜加 中田乃愛                                |
| 9  | 2022年 | 白山乃愛   | 西川愛莉                              |                          |                    |                                     | 山戸穂乃葉     | 安保心結 今濵夕輝乃 岡本弥歩 原寧々 平野莉亜菜 藤本もあ菜 三宅りむ |